# 諾思羅普 (明尼蘇達州)
諾思羅普（英語：Northrop）是一個位於美國明尼蘇達州馬丁縣的城市。

## 歷史
諾思羅普的郵局自1900年設立，其後於1972年停運。此地得名自明尼苏达大学校長賽勒斯·諾思羅普。

## 人口
根據2020年美國人口普查的數據，諾思羅普的面積為0.34平方千米，皆為陸地。當地共有人口223人，而人口密度為每平方千米656人。